# 1964年民權法案
1964年民权法（英語：Civil Rights Act of 1964，于1964年7月2日生效）是美国在民权和劳动法上的标志性立法，它宣布了因种族、肤色、宗教信仰、性别或来源国而有的歧视性行为为非法。这一法案禁止了公民投票中的不平等待遇以及在学校、工作场所和公共空间中的种族隔离。
最初，执行这一法案的权力支持薄弱，后逐年得到提升。美国国会立法时声称本法案是基于宪法的数个不同部分组成的，其中有主要基于第一条第八款的洲际贸易、基于第十四修正案的保证所有公民得到法律同等保护的责任，以及基于第十五修正案的保护公民投票权的责任。
这一法案最初由肯尼迪总统于1963年6月提起，被参议院阻扰而难以通过。1963年11月肯尼迪被刺后，新任总统约翰逊推动了这一法案的立法进程，最终在国会中以参议院73比27及众议院289比126的票数通过。1964年7月2日，约翰逊总统于白宫签字使此法案正式生效。

## 背景
由1883年美国最高法院集合的民权案例所规定，国会没有权力禁止在私人领域中的歧视行为，这使得1875年民权法案保护公民权益的能力被削弱。自二十世纪三十年代开始，美国最高法院的法理方向转为给予联邦政府在私人企业等方面更多的管辖权。1963年春季，美国种族之间的紧张气氛升温，黑人的暴动越来越多，南方州的示威和游行活动数量也开始上升。1963年6月11日，随着伯明翰黑人运动的余波，肯尼迪发表了一次讲话，首次涉及了1964年民权法案的提案。他在讲话中要求立法使所有美国人得到在酒店设施、餐厅、剧院、零售商店及同类场所接受服务的平等权利，以及对公民投票权的更多保障。
肯尼迪的提议模仿了1875年民权法案，提案中包括禁止在公共场所的歧视行为，也使司法部长可以介入州政府下属教育体系的种族隔离政策并对其进行诉讼。然而，这一提案没有包含人权运动的领袖所认为最本质的提议，例如针对警察暴行的保护措施，结束私营企业在就业中的歧视，授权司法部提出废除种族隔离和就业歧视诉讼。

## 立法过程

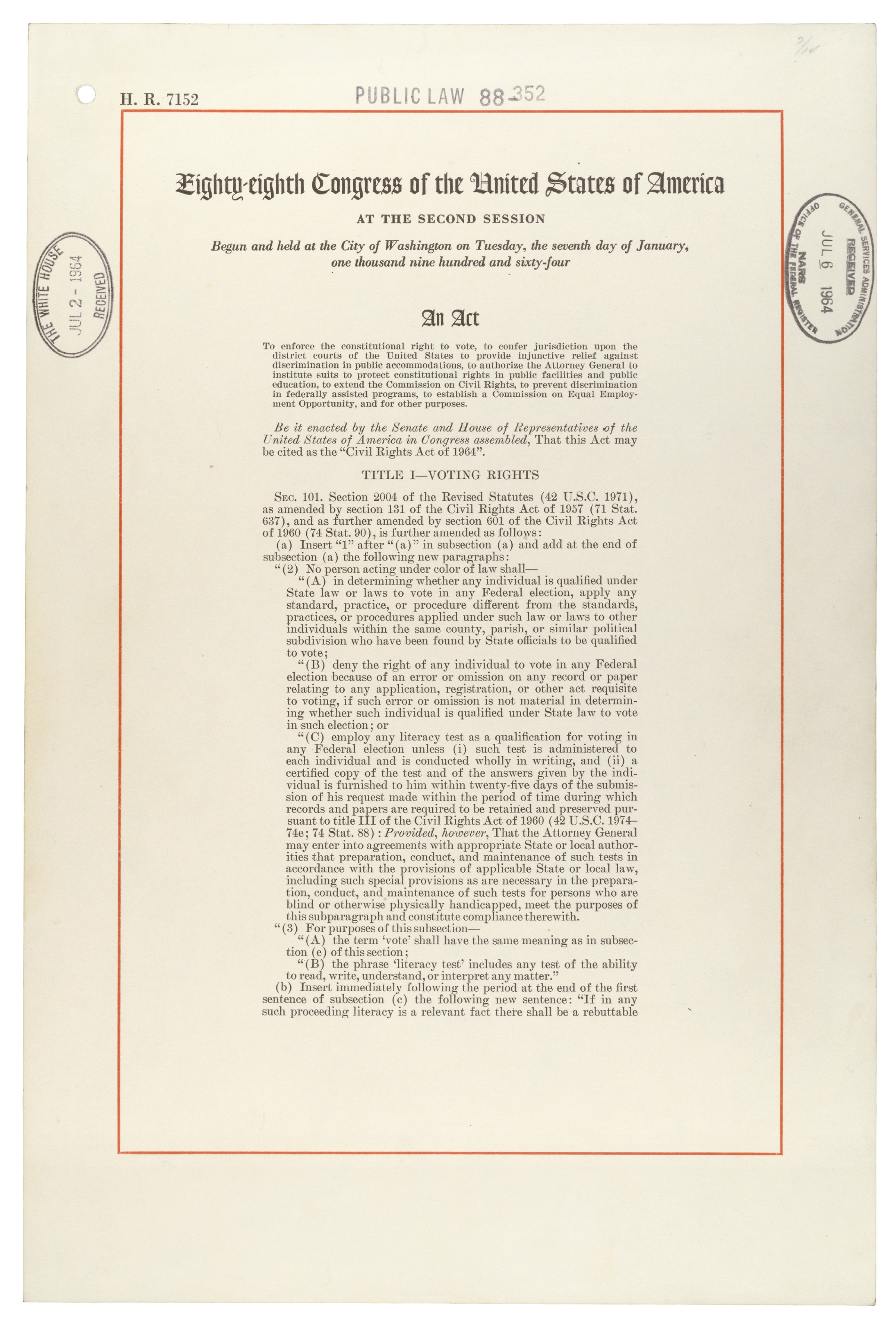
1964年的民權法案的第一頁

1963年6月11日，总统肯尼迪在发表他的讲话之前，和共和党的几位领袖商议了民权法案立法问题。参议院中两党的党魁埃弗雷特·德克森和迈克·曼斯菲尔德都声明了除平等进出所有公共空间的条款外，对总统提案的支持，这致使数名共和党代表起草了一份妥协过的提案。6月19日，总统将他的提案一字不改提交给了国会，声称这一法案的立法是迫切需要执行的。议案先是递交给众议院，转给伊曼纽尔·塞勒为主席的司法委员会。司法委员会执行了多次听证会，他们强化了议案中的条款，为禁止就业歧视、保护黑人投票者、消除公有场所和公共空间内的隔离提供了更多的支持。同时，委员会增加条款以授予司法部长为保护被剥夺由美国宪法、法律所规定的权利的个体而可以提起诉讼的权力。这些条款本质上是1957年民权法案和1960年民权法案中被移除的争议条款。民权运动组织极力推动了这些条款的落实，他们认为这可以保护和平抗议者、遭受警察暴力的黑人投票人以及被压制的言论自由。
1963年10月下旬，总统肯尼迪为使议案在众议院中通过，召集了一些国会议员到白宫会面，试图确保足够的票数。11月份，司法委员会将议案转与规则委员会。规则委员会主席霍华德·史密斯是一位民主党人并支持隔离政策，他表明了他想要无限期制止议案通过的意图。
1963年11月22日，肯尼迪遇刺，这致使了政治局面的改变。新的总统约翰逊利用了他在司法政治中的经验、发挥他身为总统而带来的关注度，对肯尼迪的议案表示支持。在11月27日举行的国会联席会议中，约翰逊提出了没有任何悼词可以比通过肯尼迪的议案更能表现对他的敬意。司法委员会主席塞勒提请将议案自规则委员会转移给众议院全院，这一提案需要众议院绝对多数的议员投同意票。起初，塞勒很难集齐这一提案成立所需要的签名，民权法案议案的支持者因这类提案不常见而对有可能的违背正常国会流程持有一定的警惕性。直至1963年冬天休会时，塞勒依旧需要再拉50票。
經過54天18個南方民主黨參議員冗長辯論下，最終在國會的投票表決結果，眾議院以290票贊成，130票反對通過；參議院以71票贊成，29票反對通過；民主黨和共和黨皆以絕對多數通過法案；但若細分南方和北方的州份；南方的議員九成以上皆反對法案，在眾議院有96名南方民主黨人投下反對票。
在眾議院，共和黨有80%議員支持，民主黨只有61%。在參議院，共和黨有82%議員支持，民主黨只有69%。
這18個參與冗長辯論的參議員裡，只有斯特羅姆·瑟蒙德轉投共和黨。

## 政治

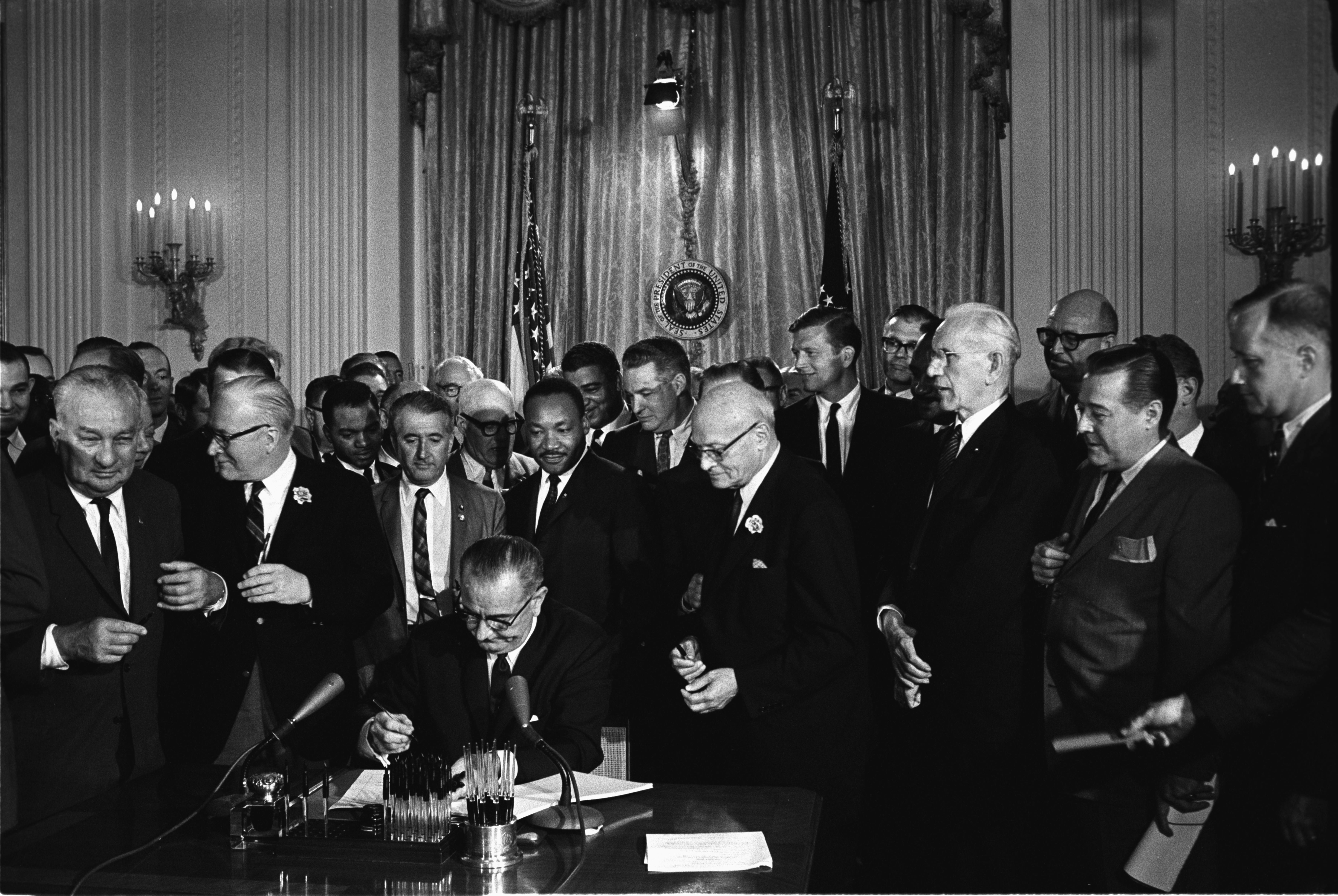
林登·约翰逊总统在一眾民權運動者的見證下签署了1964年民权法案。

在國會辯論的時候，民主黨議員用程序干預法案數個月之久，險些讓法案胎死腹中。
最原始的眾議院版本有61%(152/248)的民主黨人支持，80%(138/172)的共和黨人支持。參議院版本有69%(46/67)的民主黨人支持，82%(27/33)的共和黨人支持。最終版本有63%(153/244)的民主黨人支持，80%(136/171)的共和黨人支持。
在美國眾議院代表南方選區中，有7%(7/94)的民主黨人支持，沒有共和黨人(0/10)支持。北方選區中，有94%(145/154)的民主黨人支持，85%(138/162)的共和黨人支持。在美國參議院代表南方選區中，有5%(1/21)的民主黨人支持，沒有共和黨人(0/1)支持。北方選區中，有98%(45/46)的民主黨人支持，84%(27/32)的共和黨人支持。

## 後續
2020年6月15日，美国最高法院做出裁决，将LGBT雇员纳入《民权法案》第七章的保护范畴，禁止雇主歧視LGBT雇員。

## 外部連結
- 民權法案